# オルカン級ミサイル艇
オルカン級小型ミサイル艦（ポーランド語: Małe okręty rakietowe typu „Orkan”）は、ポーランド海軍の小型ミサイル艦の艦級。ポーランド海軍での正式名は660型小型ミサイル艦（Małe okręty rakietowe projektu 660）。なお正式ではないが、艦種はミサイルコルベット（Korwety rakietowe）とされる場合もある。NATOコードネームは、原級である 151型ミサイル艇と同じくザスニッツ（Sassnitz）。なお、 151型は艦級名も「ザスニッツ」級（ドイツ語: Sassnitz-Klasse）である。

## 概要
本来はドイツ民主共和国国家人民軍人民海軍(東ドイツ海軍)に配備される予定であった151型ミサイル艇が、ドイツ再統一のために余剰化したことから、ポーランドが購入したものである。船体はドイツ民主共和国のヴォルガスト社で建造され、艤装はグダニスクの北造船所で行われた。 3 隻が建造され、ポーランド海軍の主力艦隊である第 3 艦船小艦隊の第 31 ミサイル艦隊へ配備された。
正式分類では小型ミサイル艦であるが、攻撃的な砲熕兵装とミサイル兵装を持つため、設計上はミサイル砲艦（Okręty rakietowo-artyleryjski）に分類される。また、小型ミサイル艦とはいっても、同じ分類法を用いたソビエト連邦海軍の小型ミサイル艦よりはずっと小型であり、実質的には同海軍の大型ミサイル艇に匹敵する。なお、 660型小型ミサイル艦の就役に伴い、それまでポーランド海軍で運用されていた小型ミサイル艦（ソビエト連邦製の大型ミサイル艇）は順次退役している。
主船体は鋼製、上部構造物はアルミニウム合金製である。購入時、エンジンは未搭載であったが、原型艇と同様、ソビエト連邦式のM 520ディーゼルエンジンが搭載された。これは7気筒・8列の星型エンジンであり、ソ連海軍の水中翼大型魚雷艇に用いられていた出力のある動力装置であったが、魚雷艇よりも重武装の小型ミサイル艦に搭載したため、ガスタービンエンジン搭載のソ連製の大型ミサイル艇より速力、航続距離ともに劣ることとなった。
2001年7月31日には、タレス・グループによる戦闘システム更新の契約が行われ、 NATO 基準のシステムへと更新された。東側ブロックの崩壊とその後のポーランド政府の政策により、「オルカン」級はソ連製の「ウラーン」艦対艦ミサイルを調達できなかった。2006年10月6日に新型の RBS 15 Mk3 艦対艦ミサイルの調達が決定し、2009年以降の改装により2012年をめどに更新中である。

## 各艦
| #   | 艦名                   | 就役          |
| --- | ---------------------- | ------------- |
| 421 | オルカン（ORP Orkan）  | 1992年9月18日 |
| 422 | ピョルン（ORP Piorun） | 1994年5月11日 |
| 423 | グロム（ORP Grom）     | 1995年4月28日 |

## ギャラリー

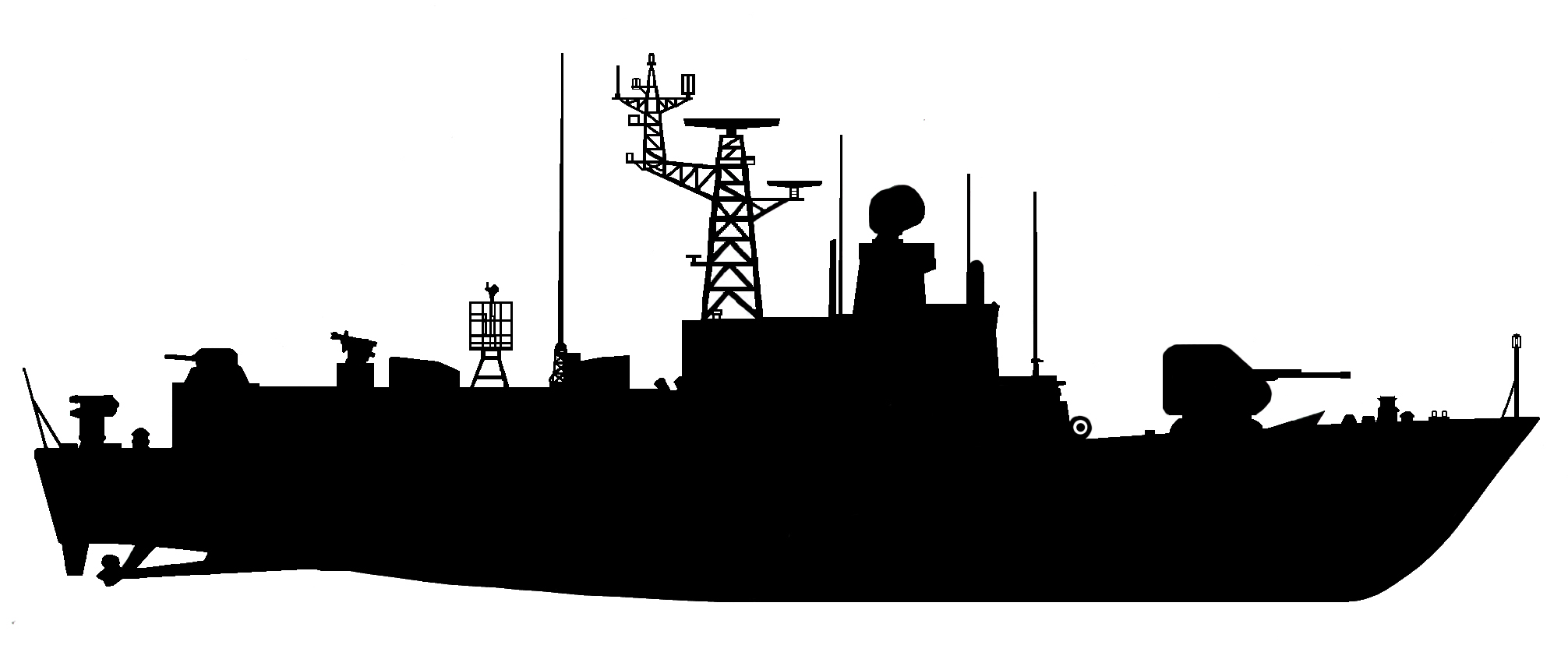
「オルカン」級のシルエット図。
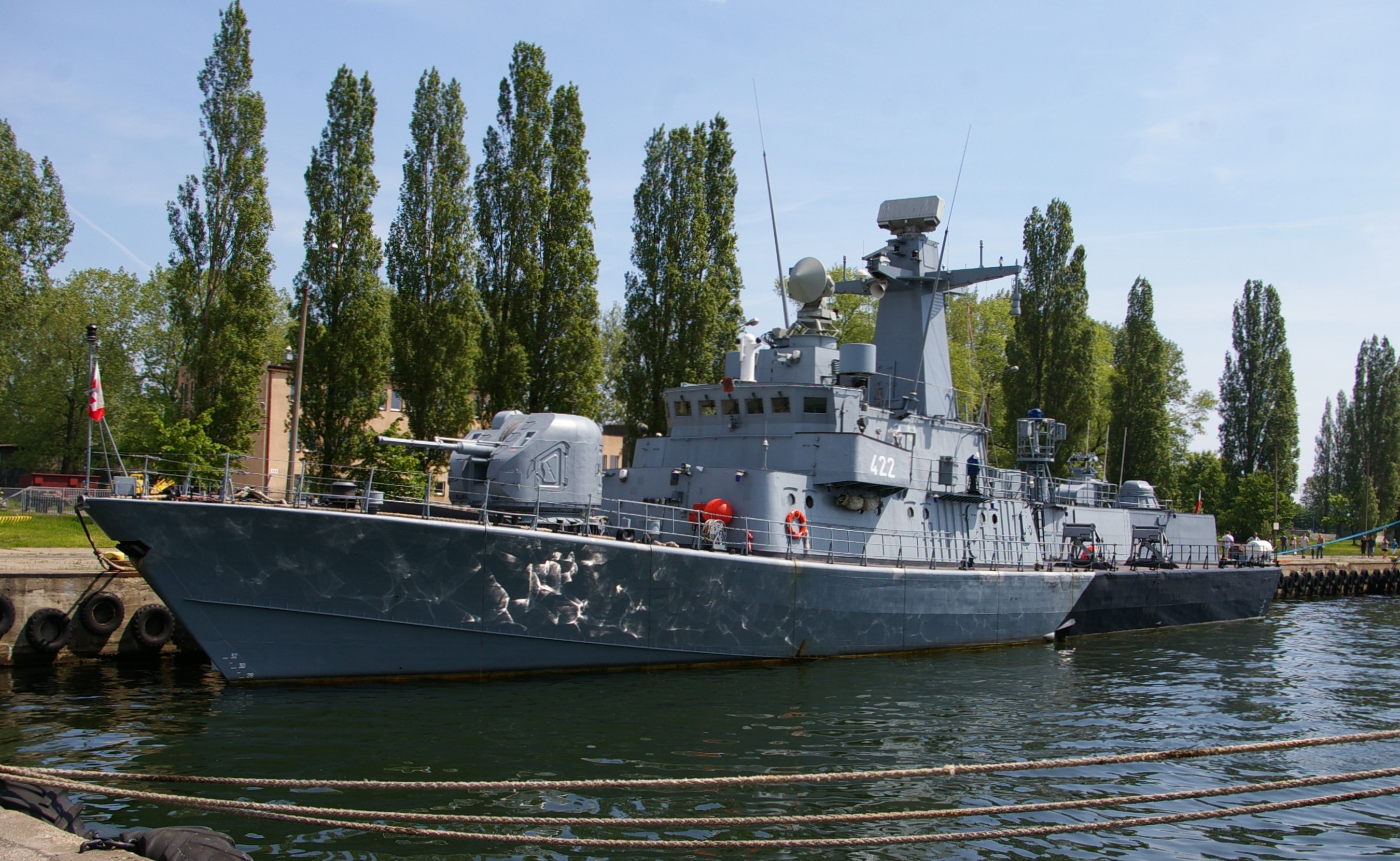
停泊中の「ピョルン」（2010年6月4日）
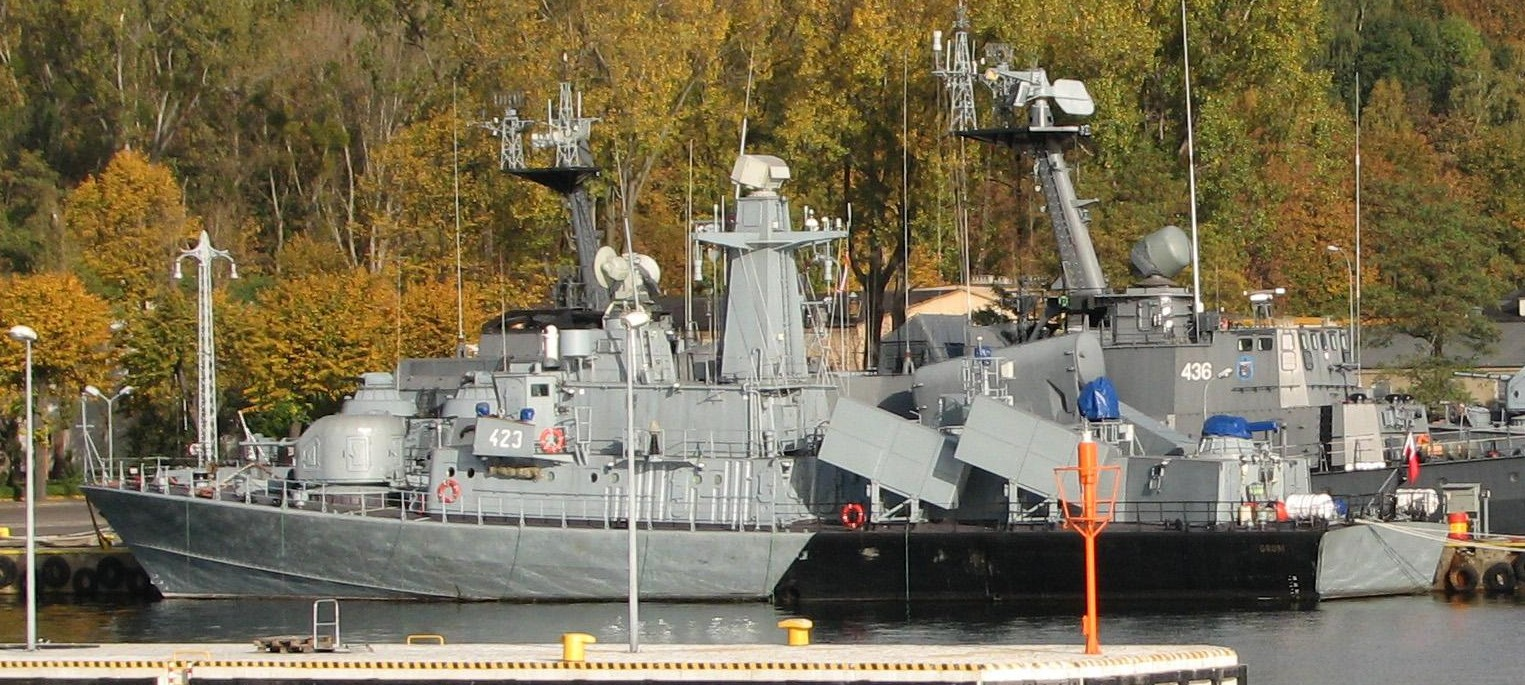
停泊中の「グロム」（2006年10月28日）